# Covina (Kalifornie)
Covina je město ve Spojených státech amerických v San Gabriel Valley. Nachází se v okrese Los Angeles County ve státě Kalifornie. Ve městě žije přibližně 51 tisíc obyvatel a jeho rozloha činí 18,2 km². Leží 35 kilometrů východně od centra Los Angeles. Na jihu a západě sousedí s městem West Covina. Na severu sousedí s městy Azusa a Glendora, na východě s městem San Dimas, na jihovýchodě s městem Pomona a na západě dále s městy Irwindale a Baldwin Park.